# Aki Aleong
Aki Aleong (Port of Spain (Trinidad en Tobago), 19 december 1934 – Los Angeles, 22 juni 2025) was een Amerikaans acteur, zanger, schrijver, filmproducent, filmregisseur, scenarioschrijver en activist.

## Biografie
Aleong begon met acteren in de jaren 50 op Broadway in New York, VS. In 1956 begon met acteren op tv in de televisieserie Producers’ Showcase en speelde daarna in meer dan 130 televisieseries en films zoals The Islanders (van 1960 t/m 1961), The Outer Limits (van 1963 t/m 1964), V (van 1984 t/m 1985), Street Justice (van 1991 t/m 1992), Babylon 5 (1994) en JAG (van 1996 t/m 1997). Hij heeft samengewerkt met o.a. Frank Sinatra, Marlon Brando, Roger Moore, Chuck Norris Pierce Brosnan en vele andere bekende sterren.
Aleong was ook actief in de muziekwereld, hij was onder andere voorzitter van het “The Fraternity of Recording Executives” (FORE: een organisatie die ervoor wilde zorgen dat er meer kleur in de muziek kwam). Ook was hij directeur van Pan World Records en Golden Dragon Publishing. Hierna was hij ook hoofd van de afdeling promotie van Polydor/PolyGram, Liberty/UA Records en Capitol Records. Hij produceerde ook platen zoals bij Columbia Records, Capitol Records, Liberty/UA en meerdere labels. Hiernaast heeft hij ook documentaires geproduceerd en was hij tevens de eerste Aziatische/Amerikaanse artiest die in de top 100 van de Amerikaanse muzieklijsten stond, met een nummer dat hij zelf geschreven en geproduceerd heeft. Met zijn muziek was hij adjunct-directeur van R&B productions en directeur van de stichting MANAA (Media Action Network for Asian Americans).
Aleong overleed op 22 juni 2025 op 90-jarige leeftijd.

## Filmografie

### Films
Selectie:
- 2008 Superhero Movie – als Dalai Lama
- 2003 House of Sand and Fog – als Tran
- 2000 The Independent – als mr. Ko
- 1996 The Cable Guy – als Karaoke zanger
- 1996 The Quest – als Khao
- 1993 Dragon: The Bruce Lee Story – als Elder
- 1992 Breaking the Silence – als Nyquist
- 1988 Internal Affairs – als Quynh
- 1988 Braddock: Missing in Action III – als General Quoc
- 1968 Buckskin – als Sung Li
- 1959 Never So Few – als Billingsly
- 1957 No Down Payment – als Iko

### Televisieseries
Uitgezonderd eenmalige gastrollen.
- 2016 Fight or Die - als Tetsuo Kinoda - 2 afl.
- 1996 – 1997 JAG – als Yang Chee en Li Trang – 2 afl.
- 1994 Babylon 5 – als Senator Hidoshi – 3 afl.
- 1991 – 1992 Street Justice – als Oude Kim – 3 afl.
- 1984 – 1985 V – als mr. Chiang – 9 afl.
- 1960 – 1961 The Case of the Dangerous Robin – als ?? – 2 afl.

### Filmproducent
- 2023 The Assassin Unleashed - film
- 2022 IN3DRAGON - film
- 2019-2021 Dawna of the Darkness - televisieserie - 3 afl.
- 2019-2021 Eye on Entertainment - televisieserie - 4 afl.
- 2020 Scorpion Girl: The Awakening - film
- 2019 RoboWoman - film
- 2018 Railroad to Hell: A Chinaman's Chance - film
- 2017 Road to Hell - film
- 2016 The Seoul Survivor - film
- 2015 Faster Than the Speed of Light - film
- 2015 Pound of Flesh - film
- 2008 Chinaman's Chance: America's Other Slaves - film
- 2008 Lost Warrior: Left Behind - film
- 2007 Blizhniy Boy: The Ultimate Fighter - film

### Filmregisseur
- 2021 Dawna of the Darkness - televisieserie - 1 afl.
- 2019 Eye on Entertainment - televisieserie - 1 afl.
- 2018 Railroad to Hell: A Chinaman's Chance - film
- 2016 The Seoul Survivor - film
- 2015 Faster Than the Speed of Light - film
- 2013 MoreHorror in Hollywood - televisieserie - 1 afl.
- 2008 Chinaman's Chance: America's Other Slaves - film

### Scenarioschrijver
- 2023 The Assassin Unleashed - film
- 2021 Dawna of the Darkness - televisieserie - 1 afl.
- 2017 Road to Hell - film
- 2016 The Seoul Survivor - film
- 2008 Chinaman's Chance: America's Other Slaves - film

- International Standard Name Identifier: 0000 0000 3030 6503
- Library of Congress Control Number: n95044272
- MusicBrainz: 9bfa011f-8331-4c9a-b49b-d05bc7916605
- Nationale Bibliotheek van Israël: 987011288870805171
- Virtual International Authority File: 50149196248974790254